# 刘祖国
刘祖国(1962年11月—)，教授，厦门大学眼科研究所所长，研究方向为眼科学，中国教育部第五批“长江学者”特聘教授，

## 生平
1985年获得衡阳医学院临床医学系学士学位，1991年和1996年先后获得中山医科大学中山眼科中心硕士、博士学位，2005年毕业于中山大学岭南学院；
现任厦门大学眼科研究所所长。